# Afton (Île-du-Prince-Édouard)
Pour les articles homonymes, voir Afton.
Afton est un village dans le comté de Queens de l'Île-du-Prince-Édouard.
Afton a été constituée en 1974. Afton contient les localités de Cumberland, Fairview, New Dominion, Nine Mile Creek, Rice Point et Rocky Point. 